# Rhône-Alpes
Rhône–Alpes (frankoprovensalska: Rôno-Arpes; occitanska: Ròse Aups) är en tidigare administrativ region i sydöstra Frankrike, vid Frankrikes gräns mot Schweiz och Italien, som sedan 2016 är en del av regionen Auvergne-Rhône-Alpes. Regionen är uppkallad efter floden Rhône och Alperna. Regionhuvudstad var Lyon, vilket är Frankrikes tredje största stad, efter Paris och Marseille.
Rhône-Alpes är en av de fyra regionerna som ingår i samarbetet The Four Motors of Europe tillsammans med Lombardiet, Katalonien och Baden-Württemberg.

## Geografi
Rhône-Alpes är belägen i östra Frankrike. I norr gränsar regionen mot den franska delen av Bourgogne (Burgund) och Franche-Comté, i väst mot regionen Auvergne, i söder mot Languedoc-Roussillon och Provence-Alpes-Côte d'Azur. I öst finns den franska delen av Alperna, och här gränsar regionen mot Schweiz och Italien. Regionens högsta topp är Mont Blanc. Rhônes och Saônes dalar upptar större delen av regionens centralområden. Flodernas sammanströmning sker i Lyon, varifrån de strömmar söderut. I västra delen av regionen finns foten till Massif Central. Delar av Genèvesjön och Annecysjön finns också i regionen. Ardèche har Europas djupaste ravin.
Liksom i övriga Frankrike är franska regionens officiella språk. För 50 år sedan talades frankoprovensalska i stora områden i regionen. Många invånare i södra regionen talar varieteter av occitanska, men språket håller på att dö ut. Det finns förhållandevis många invandrare i regionen, från Polen, Italien, Portugal och Nordafrika.
Rhône-Alpes består av följande départements:
- Ain (01), huvudstad: Bourg-en-Bresse
- Ardèche (07), huvudstad: Privas
- Drôme (26), huvudstad: Valence
- Isère (38), huvudstad: Grenoble
- Loire (42), huvudstad: Saint-Étienne
- Rhône (69), huvudstad: Lyon
- Savoie (73), huvudstad: Chambéry
- Haute-Savoie (74), huvudstad: Annecy

## Historia
Regionen har varit befolkad sedan förhistorisk tid, men de första kända bosättarna från historiska källor var gallerna. Städer som Lyon grundades av dem, och regionen hade handelsförbindelser med både södra och norra Europa. Större delen av regionen införlivades i Romarriket under Julius Caesars krig mot gallerna, och tillhörde i perioder de romerska regionerna Lugdunensis och Gallia. Lyon blev en viktig romersk stad.
Bortsett från Savoyen, var regionen en del av merovingernas och karolingernas kungadömen, innan det hamnade under capetingerna. Därigenom har regionen stark historisk förankring med Frankrike.

## Ekonomi
Rhône-Alpes har en varierad industri, och är en av Frankrikes rikaste regioner. Bortsett från teknologisk tillverkningsindustri, är turismen en viktig ekonomisk faktor. Två av Frankrikes största universitet finns också här, i Lyon och Grenoble. Tidigare fanns en betydande gruvindustri i regionen, men den har avtagit.

## Kultur
Lyon är ett gastronomiskt centrum, och i regionen finns typiska maträtter som fondue, raclette, salami och korvar, och flera lokala ostar. I regionen tillverkas vinerna Beaujolais, Côtes du Rhône och Savoyvin, samt likören Chartreuse.